# Левитский, Александр Иванович
Левитский Александр Иванович (1866—после 1917) — офицер Российского императорского флота, участник Русско-японской войны, минный офицер канонерской лодки «Кореец», участник боя у Чемульпо, Георгиевский кавалер, капитан 2 ранга.

## Биография
Левитский Александр Иванович родился 21 января 1866 года. В службе с 1884 года. После окончания Морского училища в 1887 году произведен в мичманы.
1 января 1894 года произведён в лейтенанты. В 1895 году в Кронштадте окончил Водолазный класс, в 1896 - Минный класс и был зачислен в минные офицеры 1 разряда. В 1897—1898 годах находился в заграничном плавании на броненосном крейсере 1 ранга «Память Азова», на котором в 1898 году посетил Порт-Артур и затем перешёл во Владивосток для ремонта. В 1898—1900 годах служил на крейсере «Владимир Мономах», который в 1900 году участвовал в переброске русских войск для подавления «восстания боксёров».
С 6 декабря 1903 года получал содержание капитан-лейтенанта по цензу. 27 декабря того же года назначен циркуляром Временного Морского штаба Наместника минным офицером канонерской лодки «Кореец».

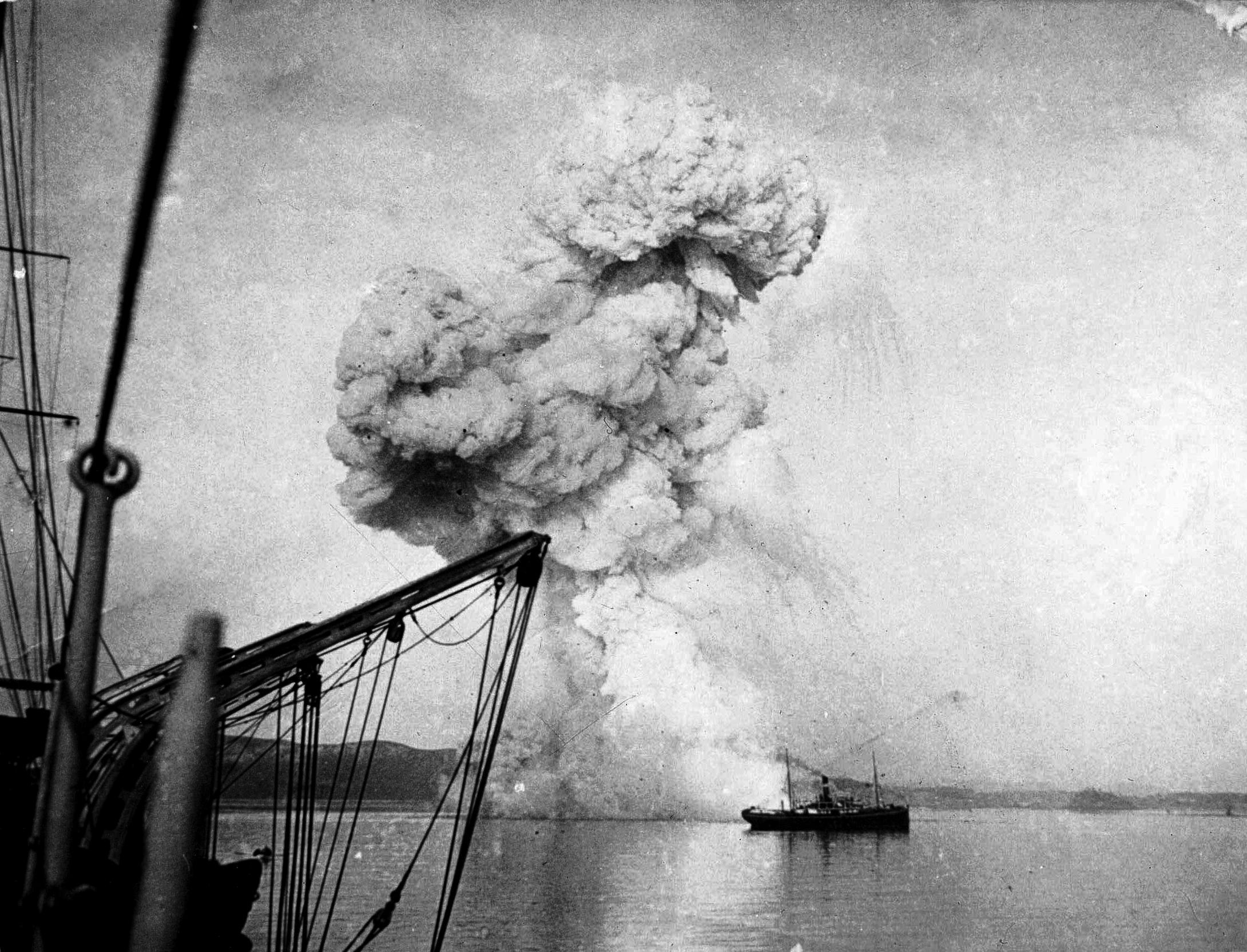
Подрыв «Корейца». 1904 г.

Перед началом Русско-японской войны 1904—1905 годов крейсер 1-го ранга «Варяг» и канонерская лодка «Кореец» находились в нейтральном корейском порту Чемульпо. 27 января (9 февраля) 1904 года они приняли неравный бой у Чемульпо с кораблями японской эскадры. Весь экипаж лодки проявил храбрость и самоотверженность во время боя. Чтобы не допустить захвата корабля японцами, лейтенант Левитский вместе с мичманом Бутлеровым, младшим инженер-механиком Франком и несколькими нижними чинами, вызвались охотниками для организации взрыва корабля. После того как «Кореец» был взорван на рейде Чемульпо, экипаж канонерской лодки на французском крейсере «Паскаль» был доставлен в Сайгон, а позже вернулся в Россию.
За отличие в бою с японской эскадрой высочайшим приказом лейтенант Левитский 23 февраля 1904 года был награждён орденом Святого Станислава 2-й степени с мечами, а 16 апреля 1904 года — орденом Святого Георгия 4-й степени за бой «Варяга» и «Корейца» с эскадрой адмирала Уриу.
В 1904 году Левитский составил схему боя у Чемульпо, которая была опубликована в том же году во Франции в книге «Описание боевых действий на море с 08 февраля по 04 июля 1904 года». 6 декабря 1904 года произведён в капитаны 2 ранга. 2 мая 1905 года назначен командиром миноносца № 222, который находился в городе Пирей, где встретился с королевой Греции Ольгой Константиновной, и рассказал ей о бое крейсера «Варяг» и канонерской лодки «Кореец» с японскими кораблями, а также о возвращении экипажей в Россию. 12 мая 1905 года на миноносце № 222 убыл в Россию и 22 августа прибыл в Либаву, после чего был уволен от службы. На 1917 год был титулярным советником в Петрограде.
Александр Иванович Левитский был женат, имел двух детей.

## Награды
Александр Иванович Левитский был награждён орденами и медалями Российской империи:
- орден Святой Анны 3-й степени с мечами и бантом (24.03.1902);
- орден Святого Станислава 2-й степени (23.02.1904);
- орден Святого Георгия 4-й степени (16.04.1904);
- серебряная медаль «В память царствования императора Александра III» (1896);
- серебряная медаль «В память коронации Императора Николая II» (1898);
- серебряная медаль «За поход в Китай» (1901).
- серебряная медаль «За бой „Варяга“ и „Корейца“» (1901).

Иностранные:
- орден Почётного легиона, кавалер креста (1896, Франция)